# ヴェーダーンタ学派
ヴェーダーンタ学派（ヴェーダーンタがくは、デーヴァナーガリー: वेदान्त, Vedānta、英: Vedanta）は、ダルシャナ（インド哲学）の学派。現代ではシャド・ダルシャナ（六派哲学）の1つに数えられる。ヴェーダとウパニシャッドの研究を行う。古代よりインド哲学の主流であった。「ヴェーダンタ」の語源は veda と anta （終わり）を掛け合わせたもので、ヴェーダの最終的な教説を意味し、ウパニシャッドの別名でもある。
開祖はバーダラーヤナで、彼の著作『ブラフマ・スートラ』（別名・『ヴェーダーンタ・スートラ』）のほか、『ウパニシャッド』と『バガヴァッド・ギーター』を三大経典（プラスターナ・トラヤ）としている。
ヴェーダーンタ学派における最も著名な学者は、8世紀インドで活躍したシャンカラであり、彼の説くアドヴァイタ・ヴェーダーンタ哲学（不二一元論）は最も影響力のある学説となっている。ほかに、ラーマーヌジャらが提唱するヴィシシュタ・アドヴァイタ｛制限（非限定的）・不二一元論｝や、マドヴァの説くドヴァイタ（二元論）などがある。

## 思想
ブラフマン（宇宙の本質）とアートマン（自己の本質）の究極的同一性を説く。シャンカラが最も著名。

## 文献
- 中村元　『初期のヴェーダーンタ哲学』　＜インド哲学思想　第1巻＞岩波書店
  - 『ヴェーダンタ哲学の発展』　＜インド哲学思想　第3巻＞全5巻、新版1989年
  - 中村元　『初期ヴェーダーンタ哲学史』全4巻　岩波書店、増補版1981年
  - 　『決定版中村元選集．第27巻　ヴェーダーンタ思想の展開』　春秋社、1996年